# 劉同 (清朝)
劉同（1714年8月24日—1768年10月31日，康熙五十三年七月十五日－乾隆三十三年九月二十一日），字鐘應，號容齋。江蘇省常州府武進縣（今屬常州市）人，清朝政治人物。

## 生平
附監生出身，乾隆十八年（1753年）癸酉科順天鄉試副榜。授官學教習。歷任直隸永平府昌黎縣知縣、深州直隸州安平縣知縣。
二十五年（1760年），補授宣化府龍門縣知縣。二十六年（1761年）十一月，敕授文林郎。
二十八年（1763年），遷永平府遷安縣知縣。三十二年（1767年）去任。
三十三年（1768年）九月卒，年五十五歲。
以曾孫劉翊宸誥贈榮祿大夫鹽運使銜福建候補道加四級。有誥命、敕命各一道。

## 家庭及關聯
劉同為武進西營劉氏第十四世。
- 祖父：劉演（1659年－1695年），康熙三十二年舉人。
- 祖母：姚氏，劉演繼室，候選州同知姚延禧之女，贈一品夫人。

- 父：劉櫓（1693年－1761年）。
- 母：謝氏，監生謝端卓之女，敕封孺人。

- 從兄：劉綸（1711年－1773年），乾隆元年博學鴻詞，官至軍機大臣文淵閣大學士。

- 劉同排行第一，有三姊妹：一早卒，一適乾隆七年進士山東壽光知縣河南王椿，一適監生蔣廷選。

### 妻妾
- 正室：吳氏，監生吳希垣之女，敕封孺人，誥贈一品夫人。
- 無側室。

### 子女
有子二人。
- 長子：劉培原（1741年－1802年），監生，無仕。
- 次子：劉培基（1748年－1818年），監生，無仕。